# Dave Brat
David Alan Brat (geboren op 27 juli 1964) is een Amerikaans academicus en politicus die de decaan is van de Liberty University School of Business. Hij is van de Republikeinse Partij en diende als afgevaardigde voor het 7e congressionele district van de staat Virginia van 2014 tot 2019.
Brat werd nationaal bekend in de VS toen hij Eric Cantor, de meerderheidsleider in het Huis van Afgevaardigden, versloeg tijdens de Republikeinse voorverkiezingen in 2014, de eerste keer dat een zittende meerderheidsleider in het Huis van Afgevaardigden werd verslagen in voorverkiezingen sinds de positie werd gecreëerd in 1899.
Hij verloor zijn zetel in 2018 aan de Democrate Abigail Spanberger.
- Gemeinsame Normdatei: 171449487
- International Standard Name Identifier: 0000 0005 0163 3966
- Library of Congress Control Number: n2016037359
- Biographical Directory of the United States Congress: B001290
- Virtual International Authority File: 192983389
- WorldCat: E39PBJmDrW8yBVP6DxPtrGRkDq